# Proteuxoa instipata
Proteuxoa instipata là một loài bướm đêm thuộc họ Noctuidae. Nó được tìm thấy ở Tasmania.